# Edvard Brandes
Pour les articles homonymes, voir Brandes.
Carl Edvard Cohen Brandes (1847-1931) est un homme politique, écrivain et critique littéraire danois. Il est le frère cadet de Georg Brandes et Ernst Brandes.

## Biographie
Carl Edvard Cohen Brandes naît le 21 octobre 1847 à Copenhague.